# Rafflesia
Rafflesia là một chi thực vật có hoa trong họ Rafflesiaceae. Loài hoa này có thể được phát hiện trong một khu rừng ở Tây Sumatra, Indonesia. Những bông hoa Rafflesia khi nở có đường kính lớn nhất có thể lên tới 1.2m và nó toả ra mùi hôi thối như mùi thịt thối rữa nhằm thu hút côn trùng thụ phấn. Vòng đời của nó rất ngắn ngủi, chỉ khoảng một tuần trước khi nó thối rữa và chết.
Rafflesia còn được gọi là "hoa quái vật" hay "hoa xác chết" do đặc tính sống ký sinh và mùi hôi thối nó toả ra. Nó là loài sống ký sinh, không có lá và rễ. Nó ăn thức ăn trên thân cây chủ để sống. Nó chỉ được nhìn thấy khi vượt ra khỏi thân cây chủ để nở hoa. Hoa Rafflesia được cho là bông hoa có kích thước lớn nhất trong tất cả các loài hoa.

## Loài
Chi Rafflesia gồm các loài:

### Loài đã được xác minh
- Rafflesia arnoldii – Sumatra, Borneo
- Rafflesia aurantia – Philippines (Luzon)
- Rafflesia azlanii – Peninsular Malaysia
- Rafflesia baletei – Philippines (Luzon)
- Rafflesia bengkuluensis – Sumatra
- Rafflesia cantleyi – Peninsular Malaysia

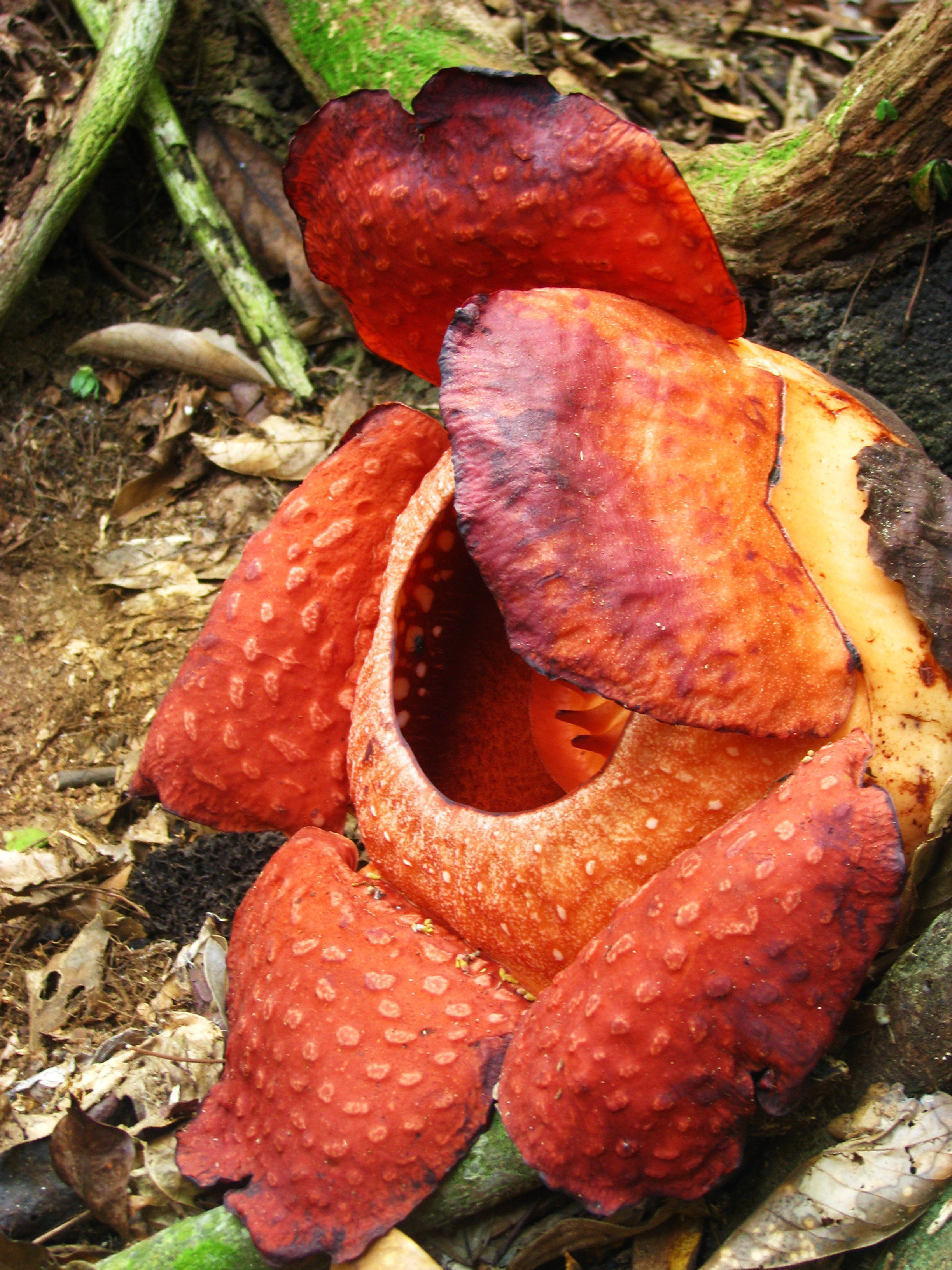
Rafflesia tuan-mudae (hoa xác thối).Những bông hoa khổng lồ có thể đạt đường kính hơn 1 m

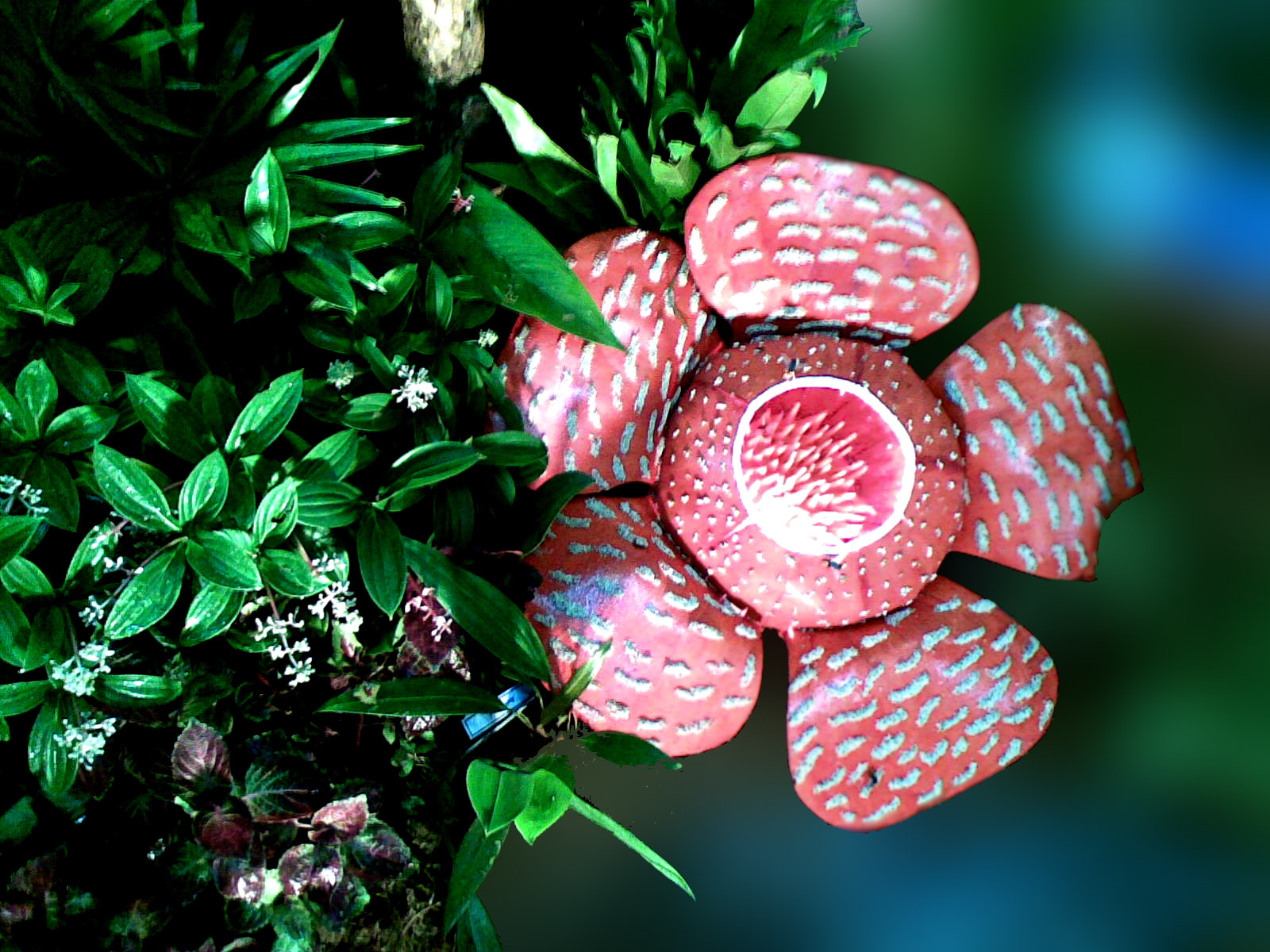
Rafflesia schadenbergiana

- Rafflesia consueloae – Philippines (Luzon)
- Rafflesia gadutensis – Sumatra
- Rafflesia hasseltii – Sumatra
- Rafflesia keithii – Borneo
- Rafflesia kerrii – Thailand, Peninsular Malaysia
- Rafflesia lagascae – Philippines (Luzon)
- Rafflesia lawangensis – Sumatra
- Rafflesia leonardi – Philippines (Luzon)
- Rafflesia lobata – Philippines (Panay)
- Rafflesia manillana – Philippines (Samar)
- Rafflesia micropylora – Sumatra
- Rafflesia mira – Philippines (Mindanao)
- Rafflesia mixta – Philippines (Mindanao)
- Rafflesia patma – Java
- Rafflesia philippensis – Philippines (Luzon)
- Rafflesia pricei – Borneo
- Rafflesia rochussenii – Java, Sumatra
- Rafflesia schadenbergiana – Philippines (Mindanao)
- Rafflesia speciosa – Philippines (Panay)
- Rafflesia tengku-adlinii – Borneo (Sabah)
- Rafflesia tuan-mudae – Borneo (Sarawak)
- Rafflesia verrucosa – Philippines (Mindanao)

### Loài chưa được xác minh
- Rafflesia borneensis
- Rafflesia ciliata
- Rafflesia titan
- Rafflesia witkampii

## Hình ảnh

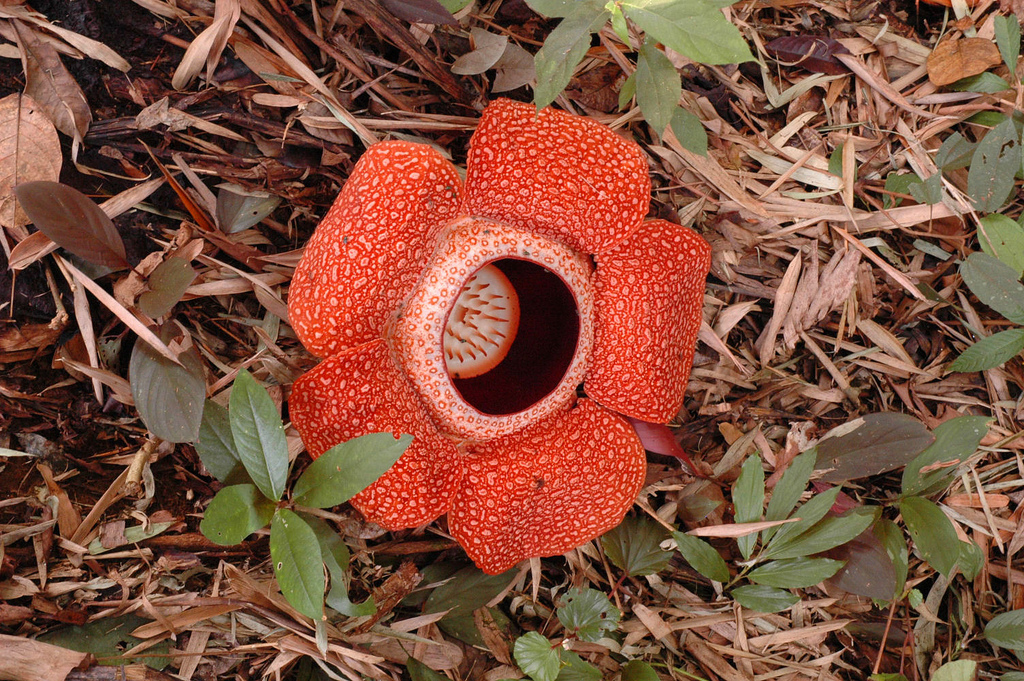
Rafflesia keithii 80 cm
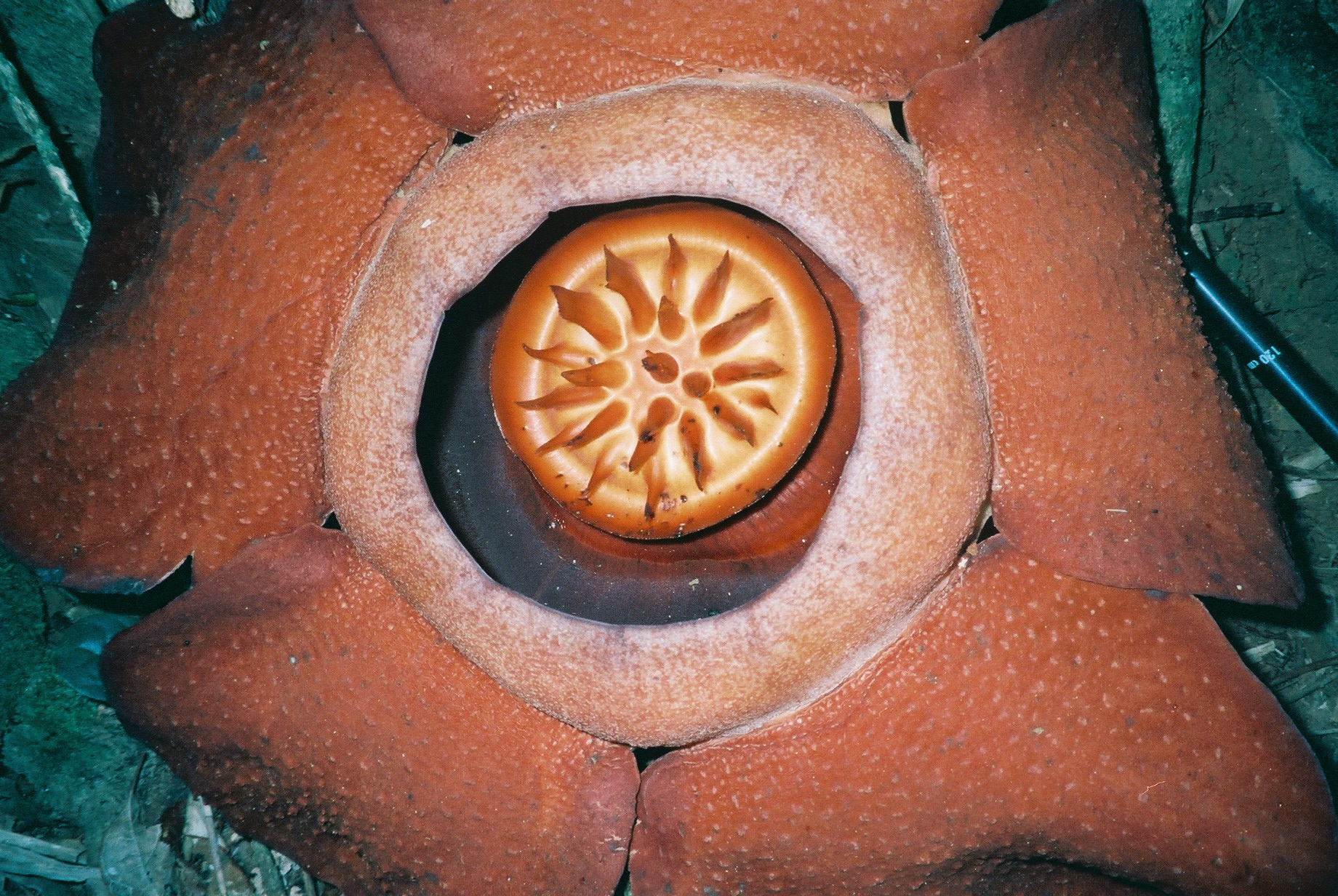
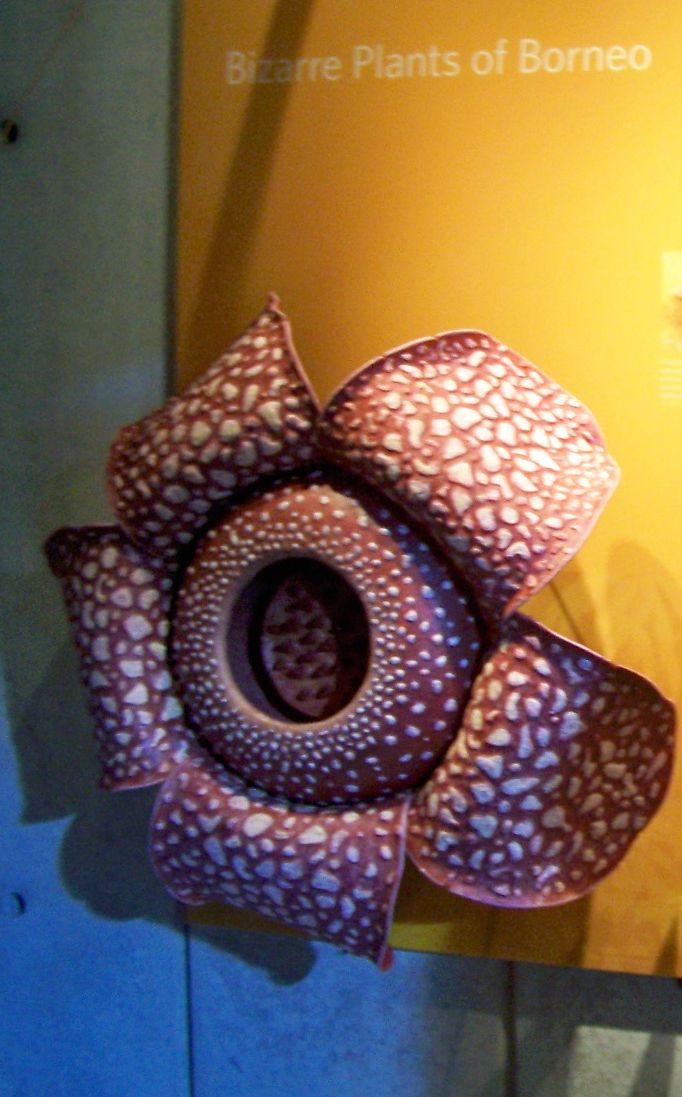
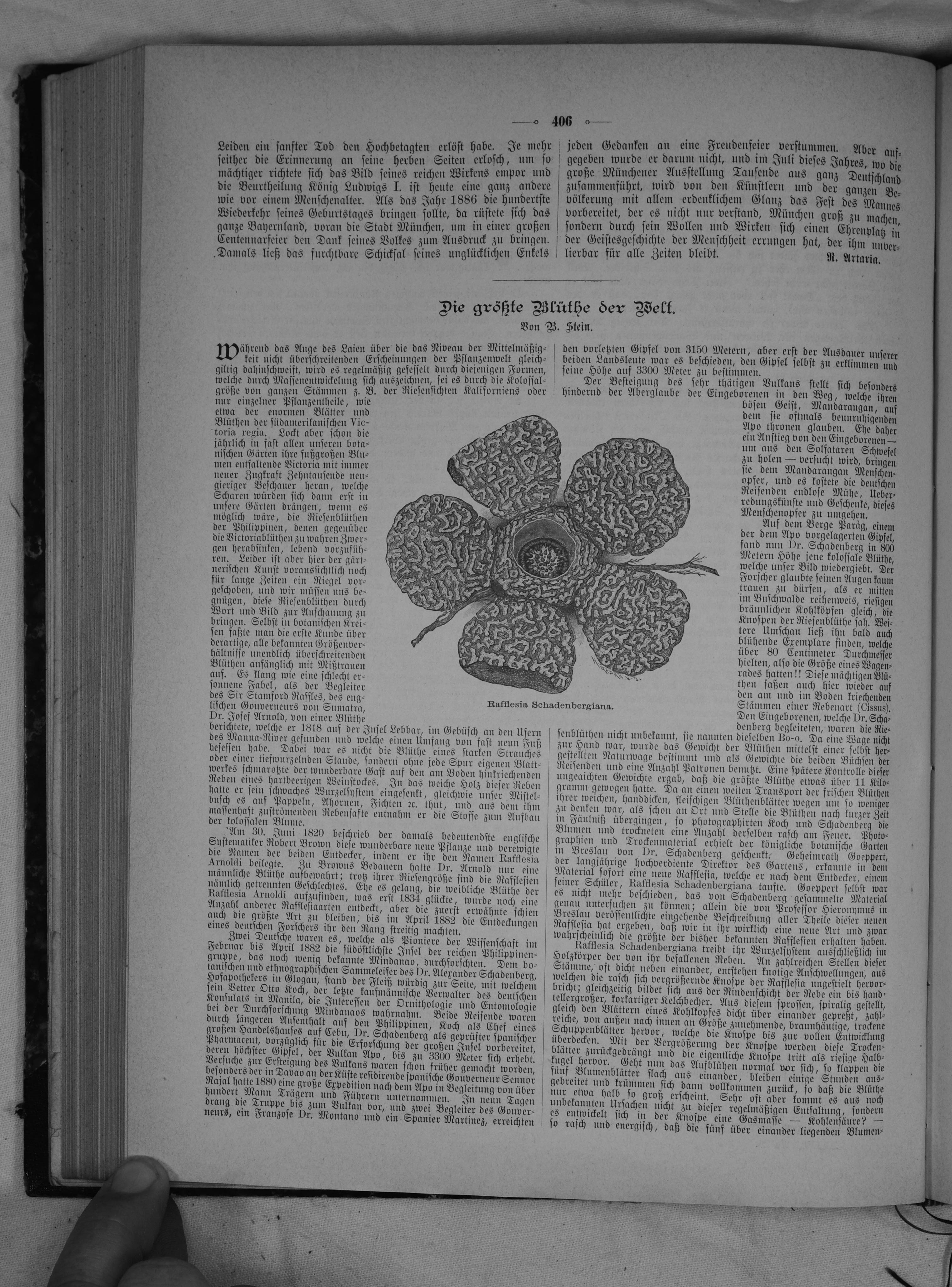
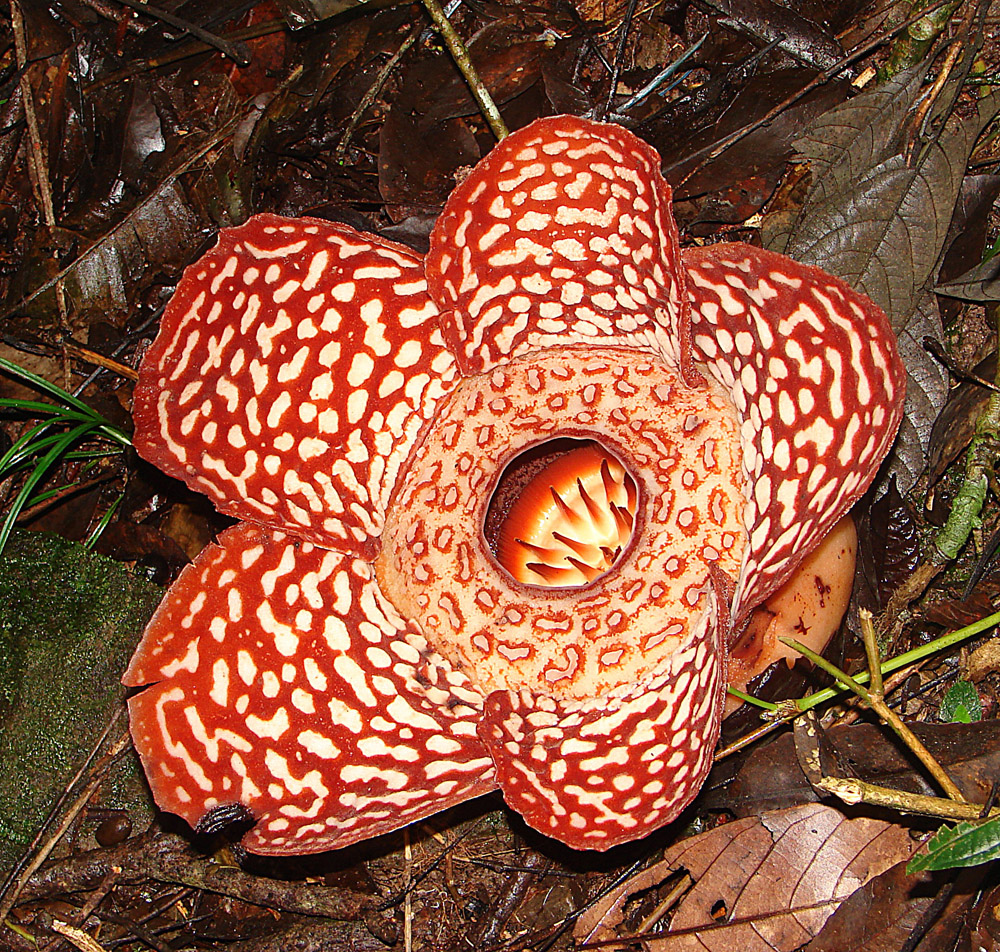
Rafflesia pricei
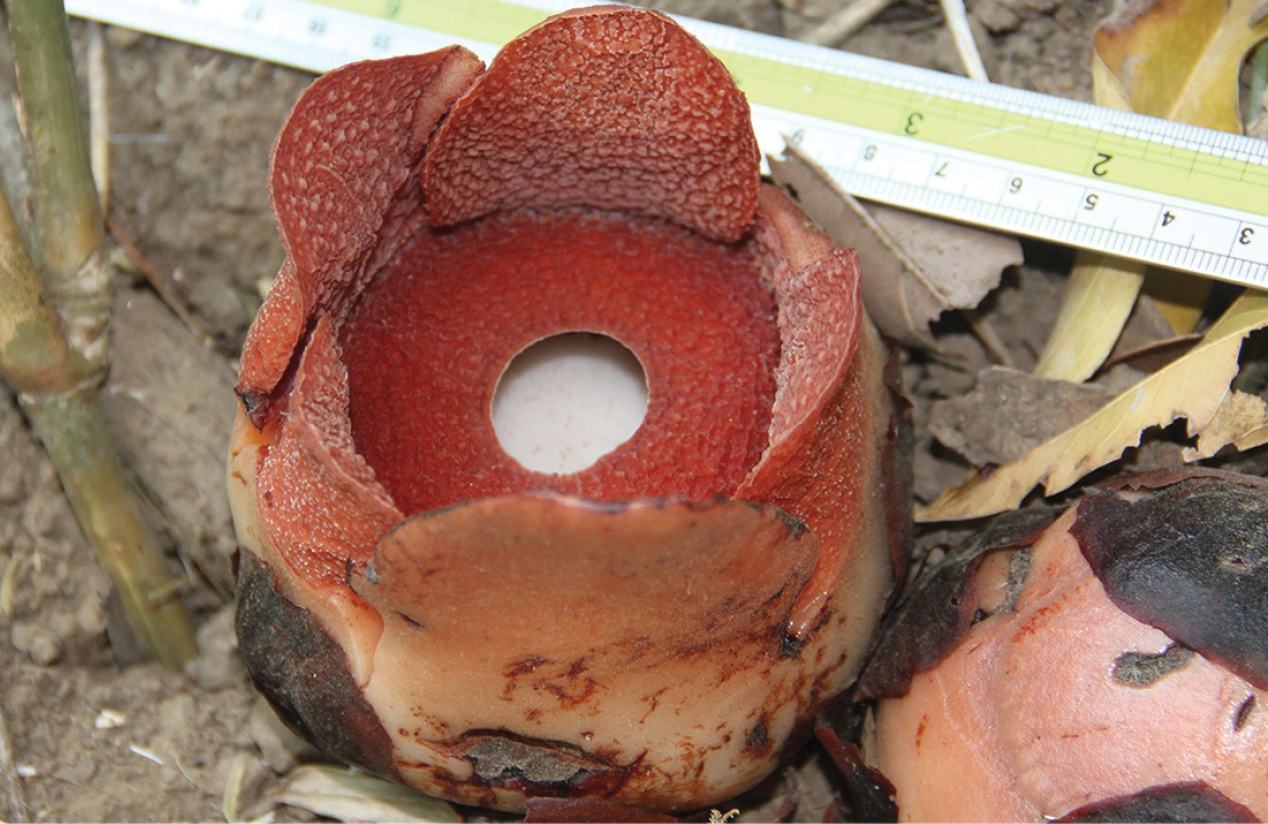
Rafflesia consueloae